# Покатак (река)

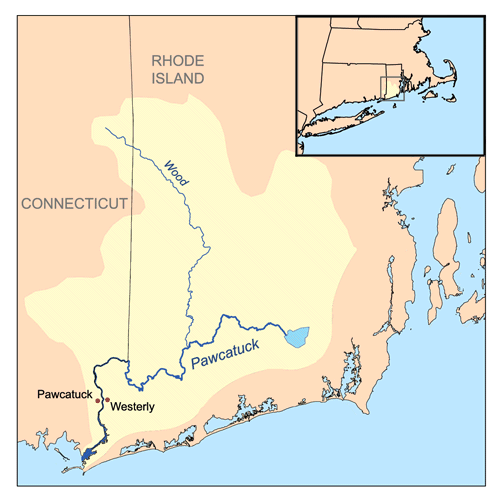
Бассейн Покатака

Покатак (англ. Pawcatuck River) — река в США, протекает по территории штатов Род-Айленд и Коннектикут. Берёт начало из пруда Уорден (англ. Worden Pond), впадает в залив Литл-Наррагансет пролива Лонг-Айленд Атлантического океана. Длина около 48 км. На реке сооружено 8 плотин и дамб. Крупнейший приток — река Вуд (правый).
Ранее участок от пруда Уорден до устья реки Вуд назывался рекой Чарльз.